# Міжнародний день медичної сестри
Міжнародний день медичної сестри (англ. International Nurses Day) — святкування внеску медичних сестер у розвиток суспільства. Проходить щорічно 12 травня (в день народження Флоренс Найтінгейл) під егідою Міжнародної Ради медсестер (ICN).

## Історія
Вперше ідея святкування Дня медсестер була озвучена в 1953 році, але відзначати в статусі міжнародного день стали з 1965 року. У 1974 році ICN ухвалив рішення святкувати 12 травня, в день народження Флоренс Найтінгейл, однієї із засновниць служби сестер милосердя. Щорічно до цього дня Рада медсестер готує інформаційні матеріали, оголошує тематику і гасло майбутнього святкування.
У Великій Британії дата святкування відрізняється від міжнародної. Так в цій країні День медсестри відзначається 21 травня, в день народження Елізабет Фрай, реформаторки тюремної системи країни.

### Тема
2025 рік: Наші медсестри. Наше майбутнє. Турбота про медсестер зміцнює економіку.